# 신현돈 (정치인)
신현돈(申鉉燉, 1903년 4월 9일 ~ 1965년 1월 5일, 전북 무주)은 대한민국의 정치인이다. 

## 학력
- 경성의학전문학교 졸업

## 약력
- 전라북도지사, 경상북도지사
- 보사부 장관, 무임소 장관, 내무부 장관
- 제헌 국회의원
- 제5대 민의원

## 역대 선거 결과
|  | 65.62% |

|  | 34.02% |

|  | 0% |

|  | 46.84% |

## 참고 자료
- 《대한민국 의정총람》, 국회의원총람발간위원회, 1994년
- 신현돈 - 대한민국헌정회
- 경상북도 도청 옛 도지사 소개 페이지

| 전임 박종만 (1913년) (미군정 전라북도지사) | 초대 전라북도지사 1948년 9월 10일 ~ 1949년 8월 16일 | 후임 장현식 (도지사) |

| 전임 조재천 | 제3대 경상북도지사 1951년 6월 29일 ~ 1955년 2월 24일 | 후임 이근직 |

| 전임 김성진 (1905년) | 제5대 보건사회부 장관 1960년 8월 23일 ~ 1960년 9월 12일 | 후임 나용균 |

| 전임 김선태, 나용균 | 제10대 무임소 장관 (김선태와 공동) 1960년 9월 12일 ~ 1960년 11월 20일 | 후임 조시형 |

| 전임 현석호 | 제24대 내무부 장관 1960년 11월 20일 ~ 1961년 5월 3일 | 후임 조재천 |